# Ta fête
Singles de Stromae
Tous les mêmes
(2013) Ave Cesaria
(2014)
Pistes de Racine carrée
Papaoutai
Ta fête est une chanson du chanteur belge Stromae. Elle est sortie le 3 septembre 2013, en tant que 4e single de l'album Racine carrée. Elle est aussi l'hymne officiel de l'équipe de football belge pour la coupe du monde 2014 au Brésil. Son clip, réalisé par Lieven van Baelen, a été mis en ligne sur YouTube le 17 juin 2014.

## Clip
D'après Le Figaro, le clip rappelle le film Hunger Games. Stromae apparaît comme un dictateur présidant un événement dans un stade. Le public est composé uniquement de gens en smoking et chapeau melon. Un homme du public disparaît dans une trappe et réapparaît sur le stade, sortant d'une boule. Ensuite, le stade laisse place à un gigantesque labyrinthe. Lors de l'épreuve, l'homme crédité « The Ball » affronte un colosse boxeur, un lanceur de couteaux derrière son bureau, un homme armé d'un marteau, une femme armée de chaînes et une autre femme armée d'un rouleau à pâtisserie. « The Ball » finit par échapper à ses assaillants et sort du labyrinthe puis du stade mais remarque qu'un nouveau labyrinthe, encore plus grand que le premier est face à lui. Les bourreaux représentent ceux qui vont punir l'être humain : le boxeur représente le rival ou l'ennemi, le lanceur de couteaux derrière son bureau et crédité comme étant « l'employé de banque », l'homme au marteau est le juge au tribunal, la femme aux chaînes représente l'épouse aux chaînes du mariage et la femme au rouleau à pâtisserie représente la mère qui surveille l'enfant.

## Classement hebdomadaire
| Classement (2013/2014)                  | Meilleure position |
| --------------------------------------- | ------------------ |
| Belgique (Wallonie Ultratop 50 Singles) | 2                  |
| Belgique (Flandre Ultratop 50 Singles)  | 6                  |
| France (SNEP)                           | 30                 |
| Pays-Bas (Single Top 100)               | 45                 |
| Pays-Bas (Nederlandse Top 40)           | 22                 |

### Certifications
| Pays           | Certifications |
| -------------- | -------------- |
| Belgique (BEA) | Platine        |